# Peveril Castle

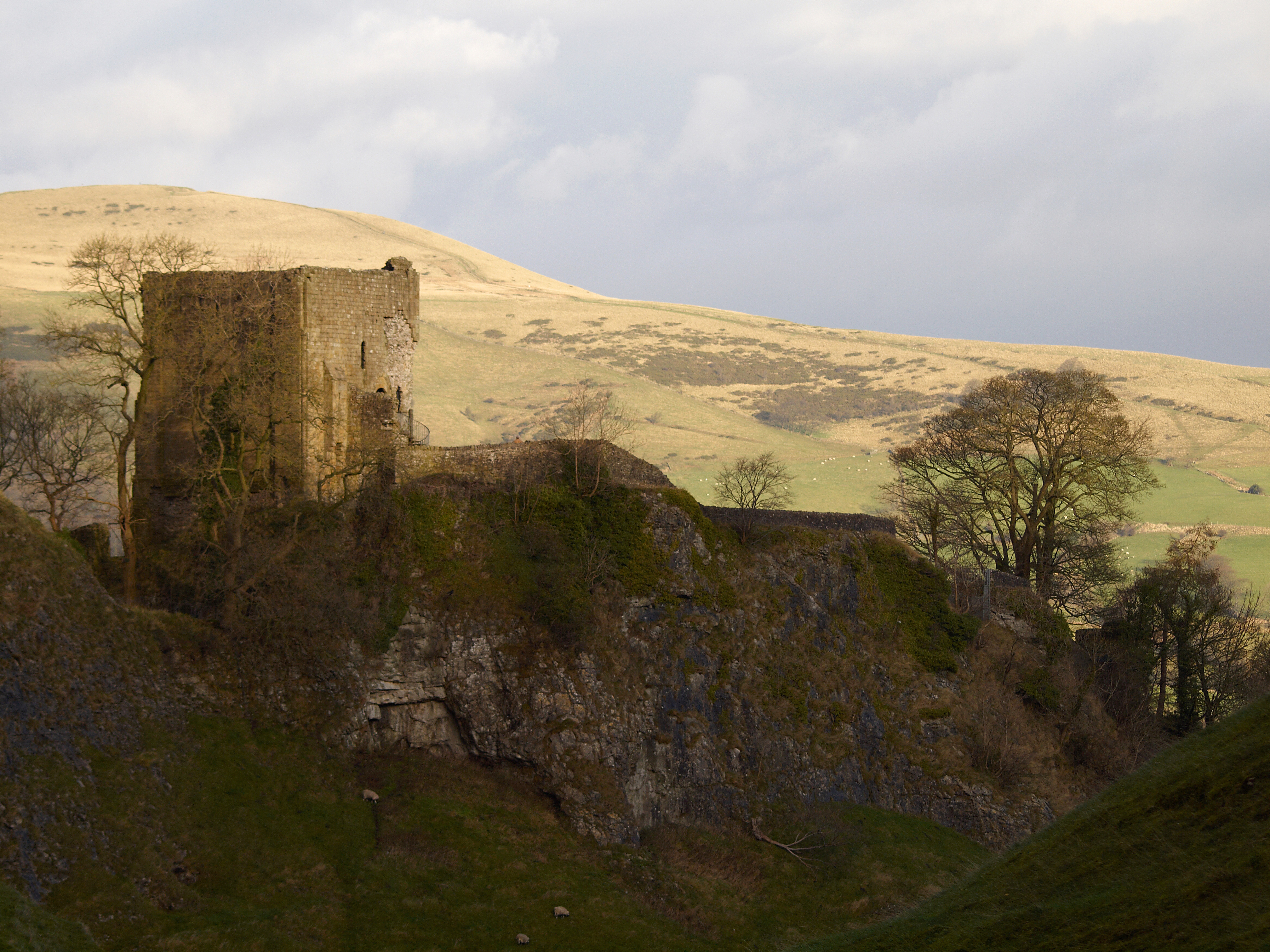
Peveril Castle vom Cave Dale aus, mit Lose Hill im Hintergrund

Peveril Castle (auch Castleton Castle oder Peak Castle) ist eine Burgruine aus dem Mittelalter über dem Dorf Castleton in der englischen Grafschaft Derbyshire. Die Burg war der Sitz des Honour of Peverel und wurde irgendwann zwischen der normannischen Eroberung Englands 1066 und der ersten urkundlichen Erwähnung im Domesday Book von 1086 für William Peverel, der als Lehensmann des Königs Ländereien in Nottinghamshire und Derbyshire besaß, gebaut. Der nahegelegene Ort Castleton profitierte von der Burg, die als Sitz des Adels von Peak fungierte. Das Dorf wurde ein wirtschaftliches Zentrum des Gebietes. Von der heutigen Ruine aus kann man das Hope-Tal und das Cave Dale überblicken.
William Peverel der Jüngere erbte das Anwesen seines Vaters, das aber 1155 von König Heinrich II. konfisziert wurde. Während die Burg in seinem Besitz war, besuchte Heinrich sie dreimal, 1157, 1158 und 1164; im erstgenannten Jahr war dort auch König Malcolm IV. von Schottland zu Gast. Während der Revolte von 1173–1174 wurde die Garnison der Burg von einem Pförtner und zwei Wachleuten auf eine Truppe von 20 Rittern verstärkt, die sich Peveril Castle mit den Burgen in Bolsover und Nottingham teilte. Die Earls of Derby konnten durch Heirat die Anwesen der Peverels beanspruchen, und 1199 zahlte William Ferrers, der 4. Earl, 2000 Mark für die Lordship of the Peak, wenn auch die Burg unter Kontrolle der Krone blieb. Die Gelegenheit, bei der Peveril Castle einem militärischen Konflikt am nächsten kam, war 1216, als Johann Ohneland die Burg William de Ferrers zu Lehen gab, aber der Kastellan die Aufgabe der Kontrolle verweigerte. Obwohl beide den König unterstützten, gestattete dieser dem Earl, gegen den Kastellan Gewalt anzuwenden. Dieser gab in der Folge aber auf, obwohl es keinen Beweis dafür gibt, dass die Burg angegriffen wurde.
1223 fiel die Burg zurück an die Krone. Im 13. Jahrhundert gab es Bauarbeiten an der Burg, die um 1300 ihre endgültige Form erreicht hatte. Gegen Ende des 14. Jahrhunderts wurde die Baronie an John of Gaunt, den Duke of Lancaster, verliehen. Dieser hatte wenig Verwendung für die Burg und ordnete an, dass Teile davon abgerissen und die Baumaterialien anderweitig verwendet wurden. So begann der Verfall. Von der Zeit von John of Gaunt bis heute befinden sich das Anwesen und die Ruine im Eigentum des Herzogtums Lancaster. Auch als Verwaltungsstandort verlor Peveril Castle an Bedeutung und 1609 wurde es als „sehr ruinös und nutzlos“ bezeichnet. Im 19. Jahrhundert erwähnte Sir Walter Scott die Burg in seiner Novelle Peveril of the Peak. Heute steht das Anwesen unter der Verwaltung von English Heritage und liegt in einem Nationalpark. Peveril Castle ist als Scheduled Monument geschützt und wurde als historisches Gebäude I. Grades gelistet.

## Geschichte
Peveril Castle wacht auf einem Kalksteinfelsen über dem westlichen Ende des Hope-Tals, inmitten einer altertümlichen Landschaftskulisse. Auf der Nordseite liegt Mam Tor, ein Fort aus der Bronzezeit und 3 Kilometer östlich liegt bei Brough and Shatton das römische Fort Navio. Das Tal bildete einen natürlichen Verkehrsweg und war wegen wertvoller Bodenschätze in der Gegend, besonders Blei, besonders wichtig.

### Ab der normannischen Eroberung
Das kleine Hope Castle liegt halbwegs das Tal hinunter. Der Erbauer der Burg, William Peverel, war ein Gefolgsmann von Wilhelm dem Eroberer und wurde für seine Gefolgschaft bei der Eroberung Englands belohnt. Seine erste ausdrückliche Erwähnung in England sagt aus, dass ihm Wilhelm der Eroberer, der gerade dabei war, die Midlands und Nordengland zu unterwerfen, 1068 das neue Nottingham Castle zu Lehen gab. Eine unsubstantiierte Legende behauptet, Peveril sei Wilhelms illegitimer Sohn gewesen. Nach dem Domesday Book von 1086 war Peveril ein mächtiger Landbesitzer geworden, der Ländereien in Nottinghamshire und Derbyshire besaß. Das genaue Baujahr von Peveril Castle ist nicht bekannt, wenn der Baubeginn auch vor 1086 gelegen haben muss, da es im Domesday Book erwähnt ist, eine von 48 Burgen in der Aufstellung und die einzige in Derbyshire. Dort steht, die Burg stünde auf Pechesers was als Peak's Tail oder Peak's Arse ins Englische übersetzt werden kann. Auch wenn die frühesten normannischen Burgen üblicherweise in Holz erbaut wurden, so scheint doch Peveril Castle gleich in Stein erbaut worden zu sein.

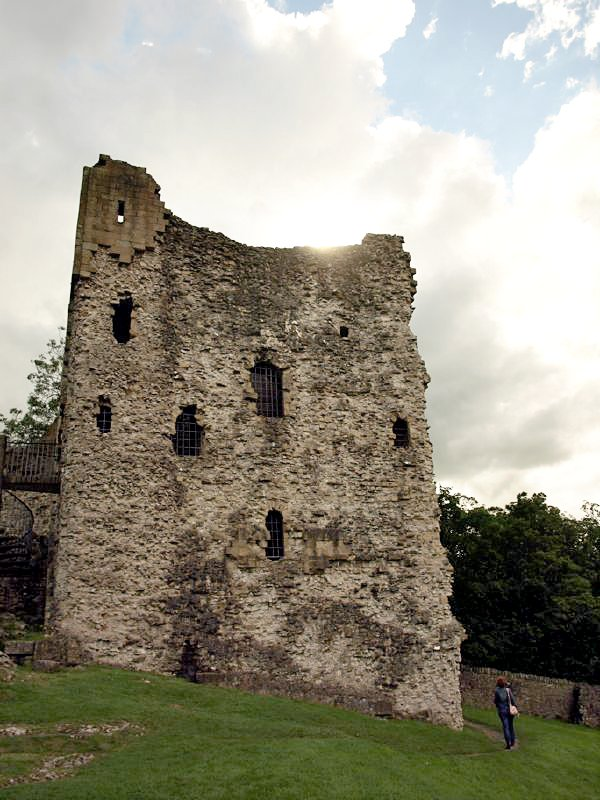
Der Donjon von Peveril Castle stammt aus dem 12. Jahrhundert

William Peveril unterstanden königliche Ländereien, wie der Distrikt Hope, und, auch wenn er seine eigenen Ländereien besaß, war er doch auf das fortgesetzte Wohlwollen des Königs angewiesen, um seine Macht in dieser Weise zu erhalten. Im Jahre 1100 gab ihm der neue König, Heinrich I., „seinen Fronhof im Peak“ zu Lehen. Dies bedeutet, dass der Peak eine unabhängige Lordship unter Peverils Kontrolle und damit die Burg zu einem wichtigen Verwaltungszentrum in der Gegend wurde, was die Erhebung von Steuern ermöglichte. Das nahegelegene Castleton profitierte von der neuen Rolle der Burg und begann als das neue wirtschaftliche Herz der Lordship zu wachsen. William Peveril starb 1114 und sein Sohn, William Peveril der Jüngere, folgte ihm nach. Im Bürgerkrieg, der Anarchie genannt wurde und zwischen König Stephan und Kaiserin Matilda ausgetragen wurde, fand sich Peveril auf der Verliererseite und sein Besitz litt, nachdem er 1141 in der Schlacht von Lincoln gefangen genommen wurde. 1153 wurde Peveril beschuldigt, versucht zu haben, Ranulph de Gernon zu vergiften. Im selben Jahr klagte der künftige König Heinrich II. Peveril wegen „Plünderung und Verrat“ an, drohte, seine Ländereien zu konfiszieren und sie an den Earl of Chester zu übergeben. Zwei Jahre später setzte Heinrich, der nun König war, seine Drohung in die Tat um. Zu dieser Zeit war allerdings der Earl of Chester bereits tot und so behielt der König die Ländereien selbst. Als Peveril Castle unter königlicher Kontrolle war, wurde es zum Verwaltungszentrum des Forest of the High Peak.
William Peveril der Jüngere starb nach 1155 und sein einziger männlicher Nachkomme war schon vor ihm gestorben. So beanspruchte der Gatte von William Peverils Tochter Margaret im Namen der Familie die konfiszierten Ländereien. Margaret hatte Robert de Ferrers, 2. Earl of Derby, geheiratet. König Heinrich II. besuchte Peveril Castle dreimal während seiner Regentschaft. Bei seinem ersten Besuch 1157 beherbergte er König Malcolm IV. von Schottland, der König Heinrich die Ehre erwies, nachdem er Cumberland und Westmorland an die Engländer abtreten musste. Heinrich II. kam auch 1158 und 1164 zur Burg zurück. Als eine Gruppe von Baronen, angeführt von Heinrichs Söhnen Heinrich dem Jüngeren, Gottfried, Herzog der Bretagne, und Prinz Richard, der später Richard Löwenherz werden sollte, an der Revolte von 1173–1174 gegen die Regentschaft des Königs teilnahmen, investierte der König £ 116 in Bauarbeiten an den Burgen von Peveril und Bolsover in Derbyshire. Die Garnison wurde ebenfalls aufgestockt. Früher war Peveril Castle von zwei Wachleuten und einem Portier bewacht, aber sie wurden durch eine Truppe unter der Führung von 20 Rittern verstärkt, die sich Peveril Castle während der Revolte mit den Burgen von Bolsover und Nottingham teilen musste. Nachdem die Revolte 1174 beendet war, wurden weitere Schritte unternommen, die Befestigungen von Peveril Castle zu verbessern, und die Pipe Rolls (Aufzeichnungen über die königlichen Ausgaben) zeigen, dass zwischen 1175 und 1177 die Summe von £ 184 für den Bau eines Donjons ausgegeben wurde. Bauarbeiten in Stein waren teuer, und so geriet der Donjon von Peveril Castle klein; zeitgenössische mittelgroße Burgen aus Stein, wie Orford Castle konnten damals Tausende von Pfund kosten. Das durchschnittliche Einkommen Heinrichs II. während seiner Regentschaft wird auf £ 10.000 im Jahr geschätzt. Da nur wenige Dokumente noch erhalten sind, ist nicht klar, wann die einzelnen Teile der Burg errichtet wurden, und archäologische Untersuchungen über das Alter des Mauerwerks führten zu keinem Ergebnis. Heinrich II. starb 1189 und sein Sohn Richard Löwenherz beerbte ihn. Bald nach seiner Krönung verlieh Richard Löwenherz die Lordship of the Peak einschließlich der Burg an seinen Bruder Johann Ohneland. Während Richard auf einem Kreuzzug war, rebellierte Johann und nach seiner Rückkehr konfiszierte Richard die Lordship wieder.
Johann wurde 1199, nach Richards Tod, König. William de Ferrers, 4. Earl of Derby, erhielt den Anspruch der Earls of Derby auf das Peveril-Anwesen aufrecht. Er zahlte Johann 2000 Mark für die Lordship of the Peak aber die Krone hielt Peveril Castle und Bolsover Castle weiterhin in ihrem Besitz. Im Jahre 1216 überließ Johann Ohneland schließlich die beiden Burgen den Ferrers, um sich angesichts einer landesweiten Rebellion ihrer Unterstützung zu versichern. Aber der Kastellan Brian de Lisle weigerte sich, die Burgen zu übergeben. Obwohl Lisle und Ferrers beide König Johann unterstützten, erlaubte dieser Ferrers, Gewalt anzuwenden, um sich die Burgen zurückzuholen.

### Heinrich III.
Die Situation war immer noch chaotisch, als Heinrich III. nach dem Tod seines Vaters 1216 König wurde. Obwohl Bolsover Castle 1217 nach einer Belagerung in die Hände von Ferrers' Truppen fiel, gibt es keine Anzeichen dafür, dass Peveril Castle jemals angegriffen wurde, und so ist es wahrscheinlich, dass Brian de Lisle und William de Ferrers seine Aufgabe aushandelten. Ferrers hatte die Lordship nur inne, bis der junge König volljährig war. Als die Zeit kam, war er nur widerstrebend bereit, die Anwesen an den Heinrich III. zu übergeben, tat dies nach anfänglichem Zögern 1223 aber doch. Es sind zwar zeitgenössische Pipe-Roll-Aufzeichnungen erhalten, sie geben aber keine Auskunft darüber, wie das Geld verwendet wurde. Daher ist es nicht klar, wie viel für die Erhaltung und wie viel für den Neubau ausgegeben wurde. Richard Eales, der 2006 den Führer für English Heritage verfasste, meint allerdings, dass es zwei Zeiträume gab, in denen an Peveril Castle gebaut wurde, da in diesen Zeiten mehr Geld als üblich investiert wurde: £ 54 in den Jahren 1204–1207 und £ 67 in den Jahren 1210–1212. Der Mittelalter-Historiker Sidney Painter (1902–1960) vertrat die Meinung, dass es um 1200 nur sieben Magnaten in England gab, deren jährliches Einkommen £ 400 überschritt und ein Ritter konnte leicht von £ 10–20 im Jahr leben.

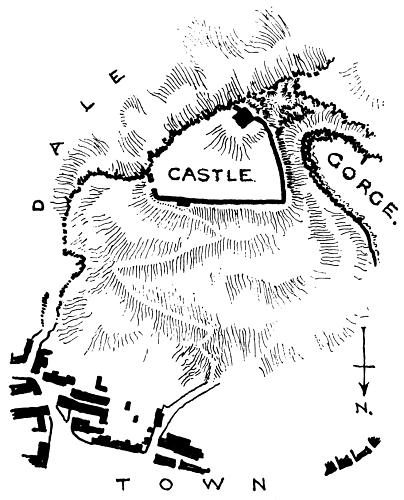
Landkarte der Gegend aus The Growth of the English House von John Alfred Gotch 1909

Der Rest des 13. Jahrhunderts war relativ friedlich und die Aufzeichnungen zeigen, dass Peveril Castle von der Krone unterhalten wurde. 1235 wurden in Erwartung eines königlichen Besuches die Nordmauer und die Brücke repariert. Nach umfangreichen Arbeiten in den Jahren 1250–1252 (Ausgaben von £ 60), 1272–1275 (Ausgaben von £ 40) und 1288–1290 (Ausgaben von £ 151) darf man annehmen, dass die Gebäude der Burg um 1300 vollständig waren. König Heinrich gab Prinz Eduard (dem späteren König Eduard I.) Peveril Castle zusammen mit dem County Palatine in Chester und den königlichen Besitzungen in Wales und Irland zu Lehen. Einige dieser Ländereien, auch Peveril Castle, wurden zu einem Teil der Witwenversorgung von Eleonore von Kastilien, die in ihren Besitz kommen sollte, falls ihr Gatte, Prinz Eduard, vor ihr sterben sollte. Damals war die Lordship of the Peak £ 300 pro Jahr wert. Nach dem Ausbruch des zweiten Krieges der Barone 1264 wurde Peveril Castle von Robert de Ferrers, 6. Earl of Derby, besetzt. Simon de Montfort drängte König Heinrich III., ihm Peveril Castle zu überlassen, aber nach Montforts Tod 1265 erhielt es die Krone zurück. Die Burg wurde wiederum Eleonores Witwenversorgung zugeschlagen und, nachdem sie früher als ihr Gatte starb, fiel die Lordship zurück an die Krone. Das Einkommen der Lordship wurde zur Unterhaltung von Mitgliedern der königlichen Familie, wie der Gattin Eduards II., Isabelle von Frankreich, und ihrer Kinder, sowie königlicher Favoriten, wie Piers Gaveston, verwendet. 1331 verlieh Eduard III. die Lordship seiner Gattin Philippa von Hennegau. Im Jahre 1345 wurde sie an John de Warenne, 7. Earl of Surrey, übertragen. Nach der Rückübertragung an die Krone fiel das Anwesen an John of Gaunt, den dritten überlebenden Sohn von König Eduard III., zum Teil im Austausch gegen die Earldom of Richmond.

### Das Haus Lancaster
Während der Zeit, in der John of Gaunt Eigentümer der Burg war, begann der Verfall von Peveril Castle. Gaunt war der reichste Adlige in England und besaß verschiedene Burgen. Da Peveril Castle für ihn relativ unwichtig war, entschied er, nichts für seine Unterhaltung zu bezahlen und 1374 ordnete er sogar an, das Blei der Dächer abzunehmen und es beim Bau von Pontefract Castle einzusetzen. Peveril Castle fiel nach Gaunts Tod an seinen Sohn Henry Bolingbroke, den späteren König Heinrich IV., und blieb unter königlicher Kontrolle, verwaltet vom Herzogtum Lancaster. Im späteren 15. Jahrhundert verlor Peveril Castle weiter an Bedeutung, da seine Verwaltungsfunktionen an andere Stelle verlagert wurden. Andere Burgen unter Verwaltung des Herzogtums wurden 1480 repariert, nicht so Peveril Castle. Eine Beurteilung, die 1561 für das Herzogtum durchgeführt wurde, zeigte auf, das Peveril Castle stark verfallen war, daher wurde es – zusammen mit Donnington Castle – in der Folge aufgegeben. Die Burg beherbergte aber noch bis 1600 örtliche Gerichtsbehörden. Eine weitere Beurteilung aus dem Jahr 1609 befand, dass Peveril Castle „sehr ruinös und nicht mehr zu verwenden“ sei. Irgendwann später diente die Burg noch als Stall für Tiere.

### Heute
Mit der Einführung der Eisenbahn im 19. Jahrhundert wurde die Gegend zu einer Touristenattraktion. Das Herzogtum Lancaster führte Erhaltungsreparaturen an der Burg aus, um sicherzustellen, dass sie nicht weiter verfiel. Hauptsächlich beseitigte man Schutt und füllte Mörtelbänder auf. Sir Walter Scotts Novelle Peveril of the Peak von 1823, die im 17. Jahrhundert spielt, beschrieb die Burgruine.
1932 gab das Herzogtum Lancaster die Verwaltung der Burg an das Office of Works ab, blieb aber Eigner. Heute kümmert sich English Heritage, der Nachfolger des Office of Works, um das Anwesen. Die umgebende Landschaft wurde 1951 als Nationalpark geschützt. Die Burg ist ein Scheduled Monument, was bedeutet, dass sie ein „national wichtiges“ historisches Bauwerk und eine Ausgrabungsstätte ist, die gegen nicht genehmigte Veränderungen geschützt ist. Sie wurde auch 1985 als historisches Gebäude I. Grades gelistet und als international wichtiges Gebäude anerkannt. Die Burg wurde als „vielleicht die schönste mittelalterliche Landmarke im Peak District“ und der Architekturhistoriker Nikolaus Pevsner bemerkte, dass sie „bei Weitem die wichtigste Burg im County – tatsächlich die einzige von Bedeutung“ sei.

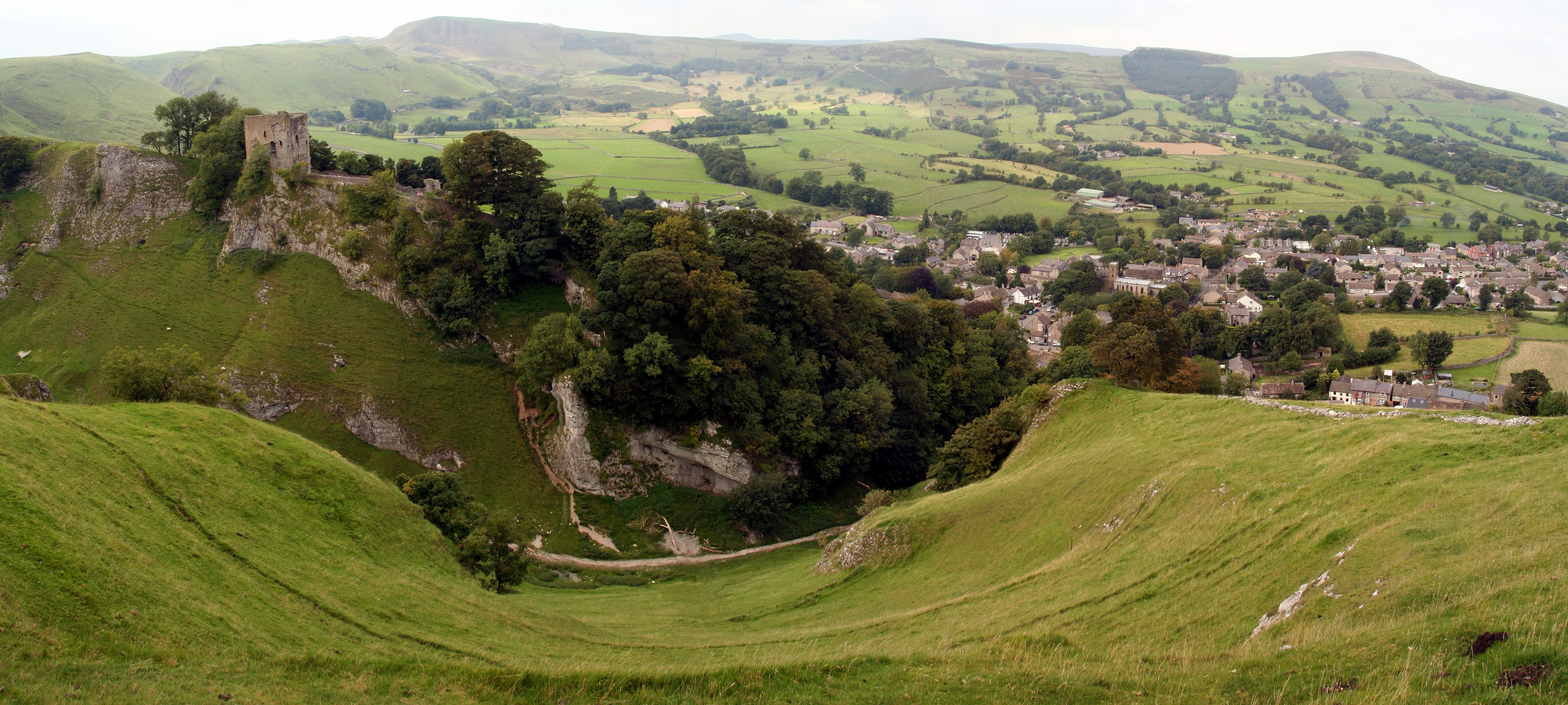
Peveril Castle über Castleton

## Layout

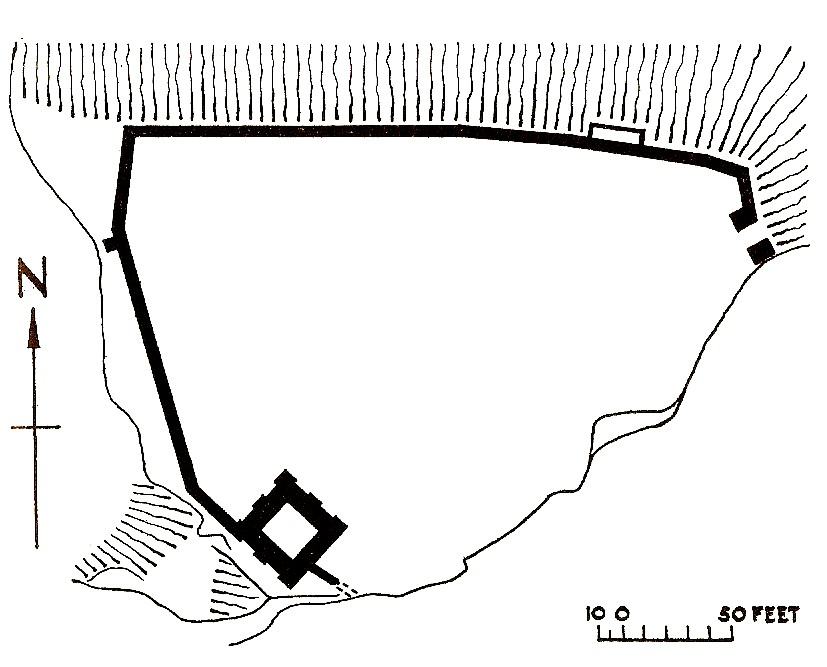
Grundriss von Peveril Castle

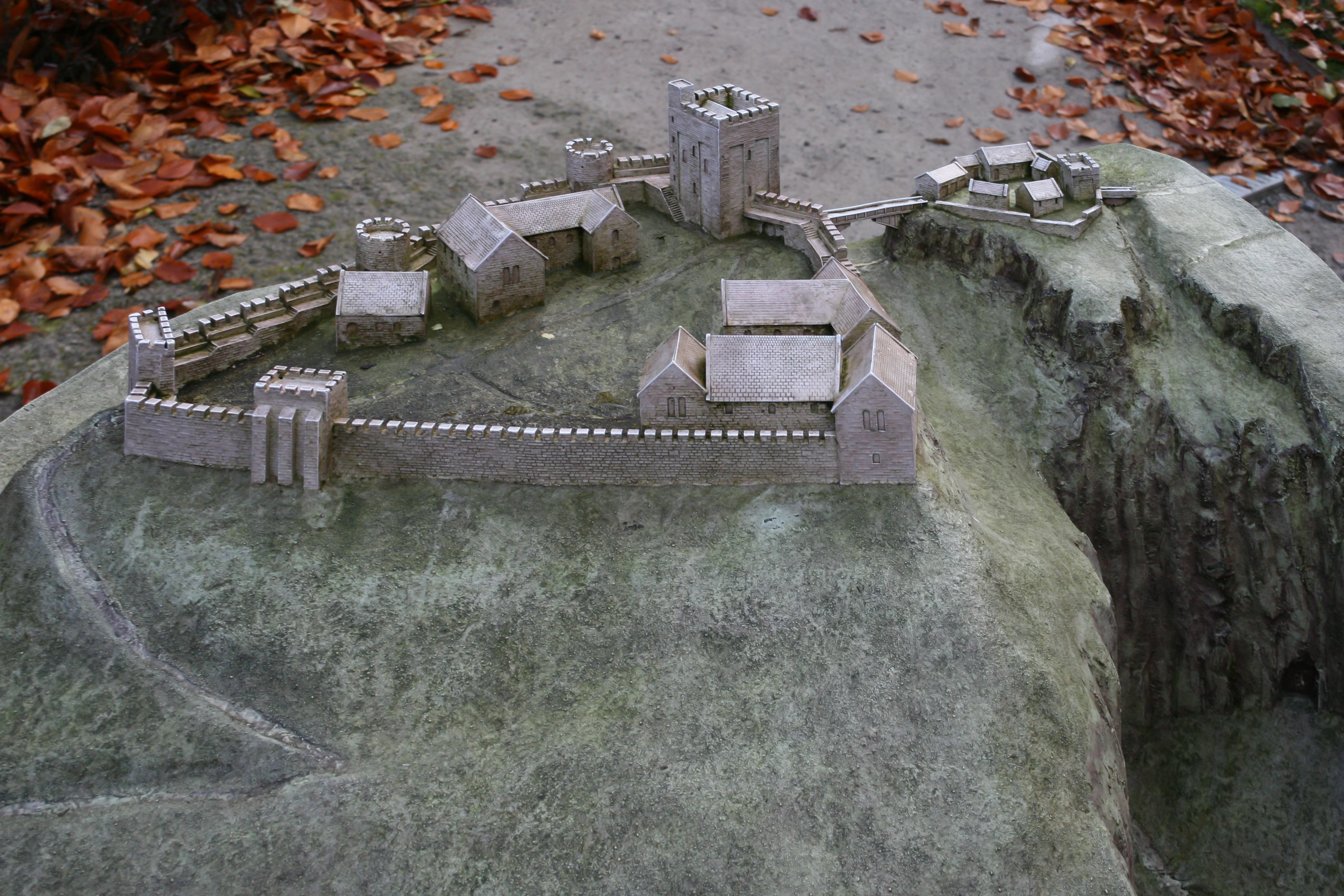
Museumsrekonstruktion von Peveril Castle

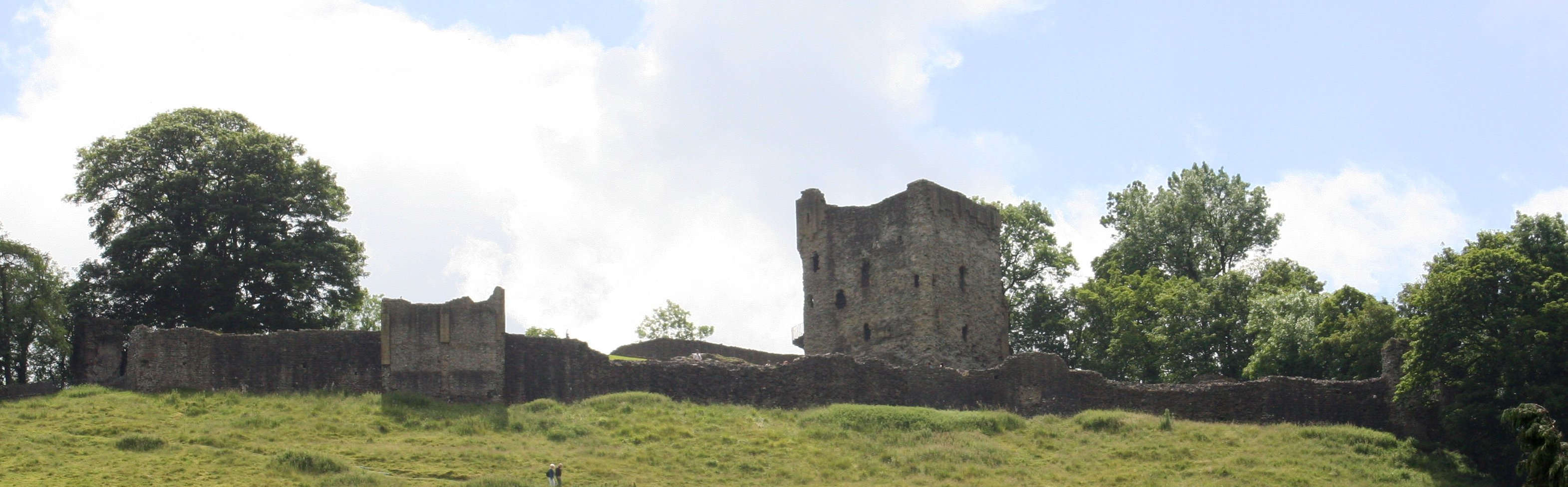
Peverils Donjon erhebt sich über der Kurtine

Peveril Castle hat eine ungefähr dreieckige Form, etwa 90 m × 65 m groß. Es ist auf einer Hügelkuppe über dem Hope-Tal erbaut. Das Gelände fällt von den Außenmauern der Burg steil ab und bildet nach Südosten hin eine steile Felswand. Der gewundene Aufstiegsweg von Norden bietet den besten Zugang zur Burg. Die Stelle, an der die Burg gebaut wurde, ist nicht nur gut zu verteidigen, sondern macht die Burg auch zu einem weithin sichtbaren Symbol für die Macht ihres Erbauers. Die Burg wurde vom nahegelegenen Dorf Castleton aus versorgt. Von der Burg aus kann man das Hope-Tal flussabwärts, die Treak Cliff, Mam Tor, Black Tor und Lose Hill überblicken. Den Eingang zur Burg vermittelte das Torhaus an der Ostseite. Seine Konstruktion war einfach, 7 m breit und mit einem 2,5 m langen Durchgang. Wenig davon ist bis heute erhalten. Aber frühere Zeichnungen enthalten Details der Form, aus der man erkennen kann, dass das Gebäude im 12. Jahrhundert entstanden sein muss, vielleicht zur Zeit Heinrichs II. oder Johann Ohnelands.
Die Kurtine um die Burg legt Zeugnis über die vielen Bauphasen von Peveril Castle ab. Sie zeigt Mauerwerk aus normannischer Zeit – erkennbar durch die Verwendung von Opus spicatum – bis zu Reparaturarbeiten aus moderner Zeit. Die Mauern trugen Umgänge, die in der Nähe des Torhauses etwa 5 m über dem umgebenden Gelände lagen. Im 12. Jahrhundert wurde ein Turm, der die Nordmauer um weniger als 2 m überragte, auf diese aufgesetzt. Eales meint, dass dieser „von geringem militärischen Nutzen im Vergleich zu den weiter hervorragenden Türmen späterer Burgen“ gewesen sein muss, die es den Verteidigern ermöglichten, Enfiladen entlang dem Mauerfuß sich entwickeln zu lassen. Das Gelände innerhalb der Burg ist von West nach Ost geneigt. Das Sammeln von Trinkwasser war für die Garnison sicher wichtig, aber woher sie ihr Wasser bekamen, ist nicht genau bekannt.

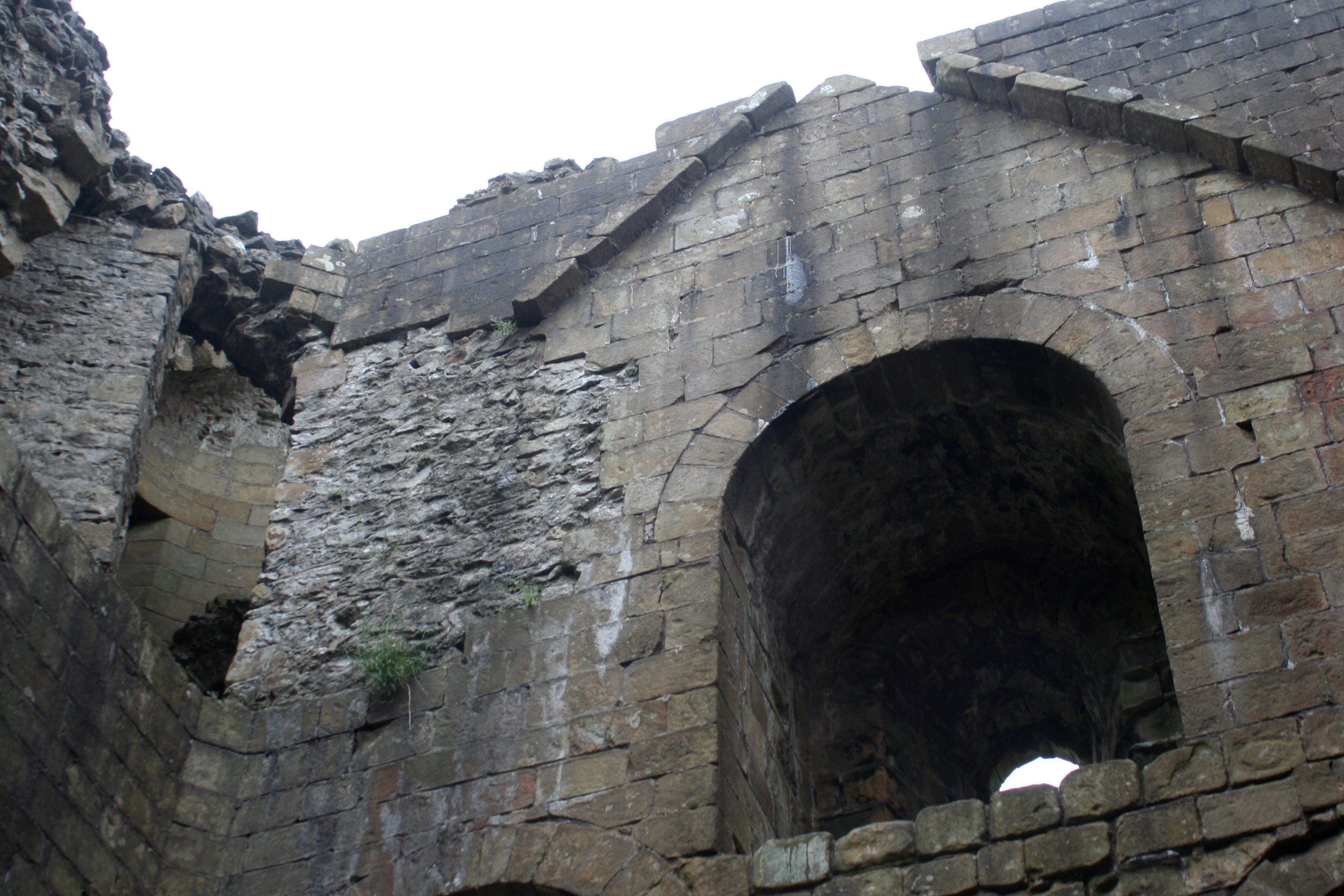
Im Inneren des Donjons

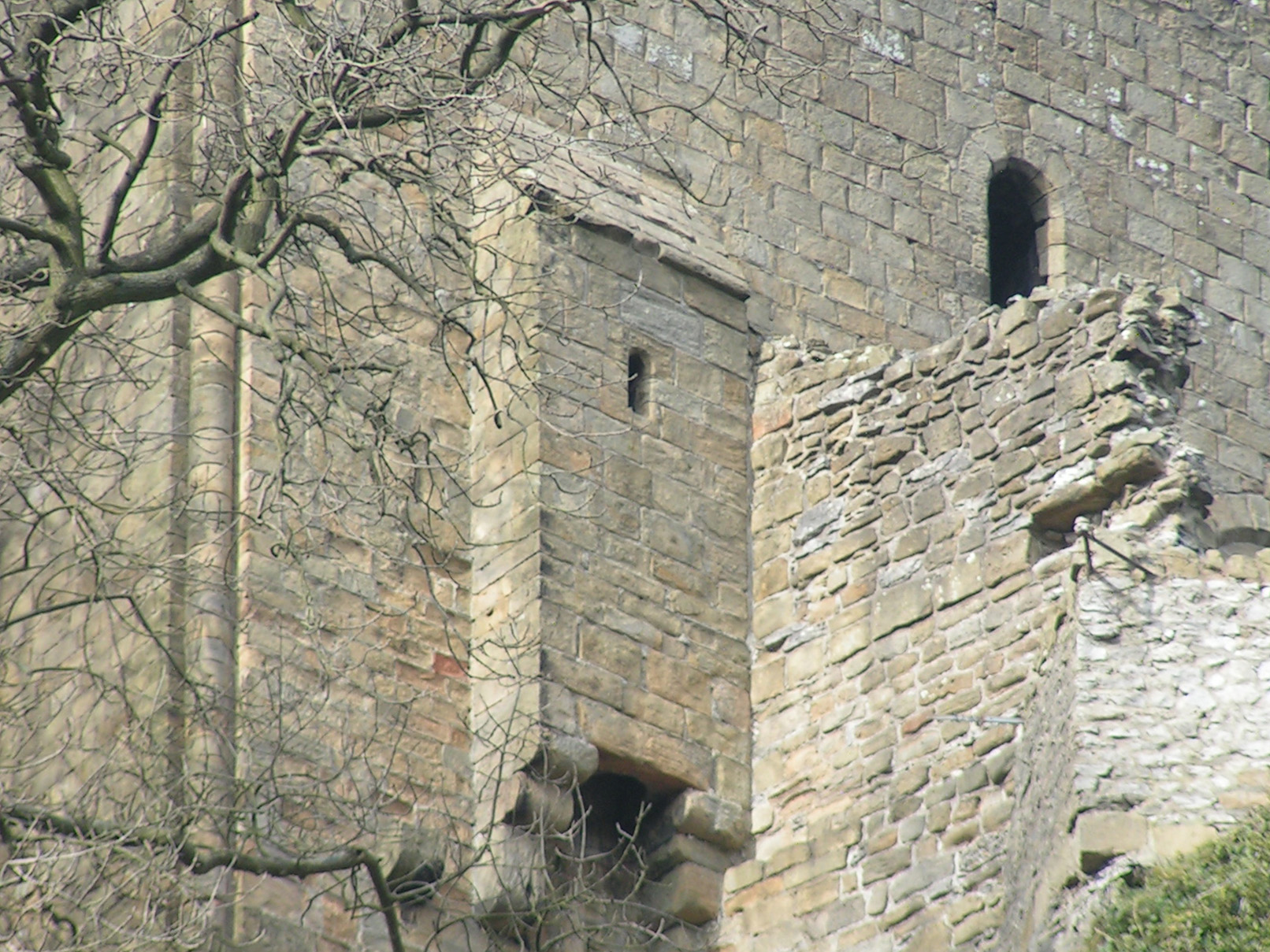
Der Aborterker an der Südostfassade des Donjons

Die südliche Kurtine ist ein moderner Ersatz entlang des Verlaufs der mittelalterlichen Mauer. Es gibt dort Überreste von zwei runden oder halbrunden Türmen, die aus der Mauer hervorstanden. Einer davon ist bis heute zumindest so gut erhalten, dass man den Gebrauch römischer Fliesen beim Bau ersehen kann, vermutlich vom römischen Fort Navio, etwa 3 km entfernt. Es ist nicht sicher, wann die Türme gebaut wurden, man nimmt aber an, dass sie aus dem 13. Jahrhundert stammen. Fundamente zeigen die Lage der an die Südmauer angelehnten Gebäude an, vermutlich handelte es sich dabei um den alten Rittersaal und eine Kapelle. In einem Dokument von 1246 ist eine Kapelle in der Burg erwähnt; die Überreste des östlichsten Gebäudes an der Südmauer sollen die Lage der Kapelle anzeigen, da sie grob in Ost-West-Richtung orientiert sind. Fundamente am westlichen Ende der Nordmauer zeigen den Standort eines großen Gebäudes; entsprechend seiner Größe nimmt man an, dass es sich dabei um einen Rittersaal gehandelt hat, in dem der Besitzer der Burg gespeist und seine hochgestellten Gäste unterhalten hat. Es ist nicht klar, wann der neue Rittersaal gebaut wurde, der vermutlich den alten Rittersaal an der Südseite der Burg ersetzt hat. In einem Dokument von 1251 wurde aber ein „alter Rittersaal“ erwähnt, sodass man annehmen kann, dass zu dieser Zeit bereits ein neuer Rittersaal existiert haben muss. Die Küche und die Speisekammer werden sich wohl östlich anschließend an den Rittersaal befunden haben, aber davon ist wenig bis heute erhalten. Es gab auch Gebäude an der Westseite der Kurtine, vermutlich Schlafgemächer für hochgestellte Persönlichkeiten. Wenn auch der Hauptzugang zu Peveril Castle von Norden erfolgte, gab es auch ein Tor an der Westseite. Eine Brücke überspannte die Schlucht und verband die Burg mit einer Einfriedung auf der anderen Seite. Dort fanden allerdings keine Ausgrabungen statt, sodass die genaue Form der Einfriedung nicht bekannt ist. Auch ihr Zweck bietet Raum für Spekulationen; sie kann entweder eine speziell konstruierte Vorburg oder auch nur ein Lagerraum mit Stallungen gewesen sein.
Der Donjon füllt die südliche Ecke von Peveril Castle. Sein Bau begann um 1176, initiiert durch König Heinrich II. Sein Grundriss ist quadratisch und misst weniger als 12 m × 12 m. Die Brüstung befindet sich auf einer Seite 15 m über dem Fundament, auf der anderen nur etwa 10,5 m, da der Grund uneben ist. Der Donjon von Peveril Castle ist klein im Vergleich zu anderen zeitgenössischen königlichen Donjons, wie man sie z. B. in Dover oder Scarborough findet. Heute sind seine Außenseiten rau, aber ursprünglich waren seine Fassaden glatt. Die Südostseite, wo der Donjon vom steilen Hang gegen Plünderung geschützt ist, vermittelt einen Eindruck, wie er einst ausgesehen haben mag. In einem Vorsprung an der Südostfassade des Donjons war ein Aborterker untergebracht. Wie bei normannischen Donjons üblich, betrat man auch den in Peveril Castle durch das 1. Obergeschoss über eine Außentreppe. In diesem Eingangsgeschoss befand sich vermutlich ein großer Empfangsraum und das Erdgeschoss wurde als Lager genutzt. Ein enges Treppenhaus in der Ostecke vermittelte den Zugang zum Erdgeschoss und zum Mauerumgang oben am Donjon.